# Canada ved vinter-OL 2018
Canada deltog i vinter-OL 2018 i Pyeongchang, Sydkorea i perioden 9. – 25. februar 2018.

## Deltagere
Følgende atleter vil deltage i nedennævnte sportsgrene: 
| Sportsgren            | Herrer | Damer | Total |
| --------------------- | ------ | ----- | ----- |
| Alpint skiløb         | 9      | 5     | 14    |
| Bobslæde              | 12     | 6     | 18    |
| Langrend              | 7      | 4     | 11    |
| Curling               | 6      | 6     | 12    |
| Hurtigløb på skøjter  | 10     | 9     | 19    |
| Freestyle skiløb      | 16     | 14    | 30    |
| Ishockey              | 25     | 23    | 48    |
| Kunstskøjteløb        | 8      | 9     | 17    |
| Kælk                  | 4      | 4     | 8     |
| Short track skøjteløb | 6      | 5     | 11    |
| Skeleton              | 3      | 3     | 6     |
| Snowboard             | 11     | 10    | 21    |
| Skihop                | 1      | 1     | 2     |
| Skiskydning           | 5      | 5     | 10    |
| Total                 | 123    | 104   | 227   |

## Medaljer
| 2018 Pyeongchang | Guld | Sølv | Bronze | Total |
| Canada           | 11   | 8    | 10     | 29    |

### Medaljeoversigt
| Medalje | Navn | Sport                 | Event                     | Dato        |
| ------- | --- | --------------------- | ------------------------- | ----------- |
| Guld    | Patrick Chan Kaetlyn Osmond Gabrielle Daleman Meagan Duhamel Eric Radford Tessa Virtue Scott Moir | Kunstskøjteløb        | Hold                      | 12. februar |
| Guld    | Mikaël Kingsbury | Freestyle skiløb      | Pukkelpist for herrer     | 12. februar |
| Guld    | Kaitlyn Lawes John Morris | Curling               | Mixed double              | 13. februar |
| Guld    | Ted-Jan Bloemen | Hurtigløb på skøjter  | Mændenes 10.000 metres    | 15. februar |
| Guld    | Samuel Girard | Short track skøjteløb | Mændenes 1000 meter       | 17. februar |
| Guld    | Justin Kripps Alexander Kopacz | Bobslæde              | Toer mænd                 | 19. februar |
| Guld    | Cassie Sharpe | Freestyle skiløb      | Damernes halfpipe         | 20. februar |
| Guld    | Tessa Virtue Scott Moir | Kunstskøjteløb        | Isdans                    | 20. februar |
| Guld    | Brady Leman | Freestyle skiløb      | Mændenes ski cross        | 21. februar |
| Guld    | Kelsey Serwa | Freestyle skiløb      | Damernes ski cross        | 23. februar |
| Guld    | Sébastien Toutant | Snowboarding          | Mændenes big air          | 24. februar |
| Sølv    | Max Parrot | Snowboarding          | Mændenes slopestyle       | 11. februar |
| Sølv    | Ted-Jan Bloemen | Hurtigløb på skøjter  | Mændenes 5000 meter       | 11. februar |
| Sølv    | Justine Dufour-Lapointe | Freestyle skiløb      | Damernes pukkelpist       | 11. februar |
| Sølv    | Laurie Blouin | Snowboarding          | Damernes slopestyle       | 12. februar |
| Sølv    | Alex Gough Samuel Edney Tristan Walker Justin Snith | Kælk                  | Holdkonkurrencen          | 15. februar |
| Sølv    | Canada women's national ice hockey team - Meghan Agosta - Bailey Bram - Emily Clark - Mélodie Daoust - Ann-Renée Desbiens - Renata Fast - Laura Fortino - Haley Irwin - Brianne Jenner - Rebecca Johnston - Geneviève Lacasse - Brigette Lacquette - Jocelyne Larocque - Meaghan Mikkelson - Sarah Nurse - Marie-Philip Poulin - Lauriane Rougeau - Jillian Saulnier - Natalie Spooner - Laura Stacey - Shannon Szabados - Blayre Turnbull - Jenn Wakefield | Ishockey              | kvindernes turnering      | 22. februar |
| Sølv    | Kim Boutin | Short track skøjteløb | Kvindernes 1000 meter     | 22. februar |
| Sølv    | Brittany Phelan | Freestyle skiløb      | Damernes ski cross        | 23. februar |
| Bronze  | Mark McMorris | Snowboarding          | Mændenes slopestyle       | 11. februar |
| Bronze  | Kim Boutin | Short track skøjteløb | Damernes 500 meter        | 13. februar |
| Bronze  | Alex Gough | Kælk                  | Damernes single           | 13. februar |
| Bronze  | Meagan Duhamel Eric Radford | Kunstskøjteløb        | Par                       | 15. februar |
| Bronze  | Kim Boutin | Short track skøjteløb | Damernes 1500 meter       | 17. februar |
| Bronze  | Alex Beaulieu-Marchand | Freestyle skiløb      | Mændenes slopestyle       | 18. februar |
| Bronze  | Kaillie Humphries Phylicia George | Bobslæde              | Toer-bob kvinder          | 21. februar |
| Bronze  | Samuel Girard Charles Hamelin Charle Cournoyer Pascal Dion | Short track skøjteløb | Mændenes 5000 meter relay | 22. februar |
| Bronze  | Kaetlyn Osmond | Kunstskøjteløb        | Damernes single           | 23. februar |
| Bronze  | Canadas ishockeylandshold - Rene Bourque - Gilbert Brulé - Andrew Ebbett - Stefan Elliott - Chay Genoway - Cody Goloubef - Marc-André Gragnani - Quinton Howden - Chris Kelly - Rob Klinkhammer - Brandon Kozun - Maxim Lapierre - Chris Lee - Maxim Noreau - Eric O'Dell - Justin Peters - Kevin Poulin - Mason Raymond - Mat Robinson - Derek Roy - Ben Scrivens - Karl Stollery - Christian Thomas - Linden Vey - Wojtek Wolski                          | Ishockey              | mændenes turnering        | 24. februar |